# José Fernández Santini
José Antonio Fernández Santini, né le 14 février 1939 à San Vicente de Cañete au Pérou, est un footballeur international péruvien qui évoluait au poste de défenseur avant de devenir entraîneur.

## Biographie

### Carrière de joueur

#### En club
Avec l'Universitario de Deportes, il remporte six titres de champion du Pérou. Il remporte également un championnat du Pérou avec le Defensor Lima.

#### En sélection
Avec l'équipe du Pérou, il joue 37 matchs et inscrit deux buts entre 1959 et 1973. 
Il figure dans le groupe des sélectionnés lors de la Coupe du monde de 1970. Lors du mondial organisé au Mexique, il dispute un match, celui des quarts de finale perdu face au Brésil.

### Carrière d'entraîneur
Après sa carrière de joueur, il entraîne de nombreux clubs péruviens, dont notamment le Defensor Lima à deux reprises.
Il officie comme sélectionneur de l'équipe du Pérou entre 1988 et 1989.

## Palmarès
| Universitario de Deportes - Championnat du Pérou (6) : - Champion : 1959, 1960, 1964, 1966, 1967 et 1969. - Vice-champion : 1965 et 1970. |  | Defensor Lima - Championnat du Pérou (1) : - Champion : 1973. |